# Fjällbacka
För andra betydelser, se Fjällbacka (olika betydelser).

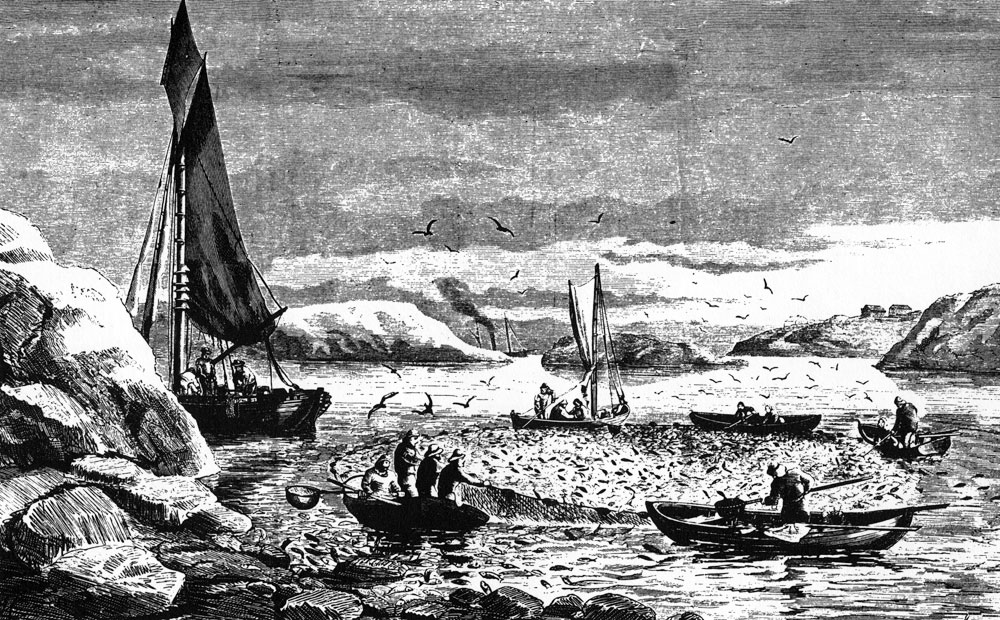
Den första sillfångsten utanför Fjällbacka 1877. Teckning av Jacob Hägg i Ny Illustrerad Tidning.

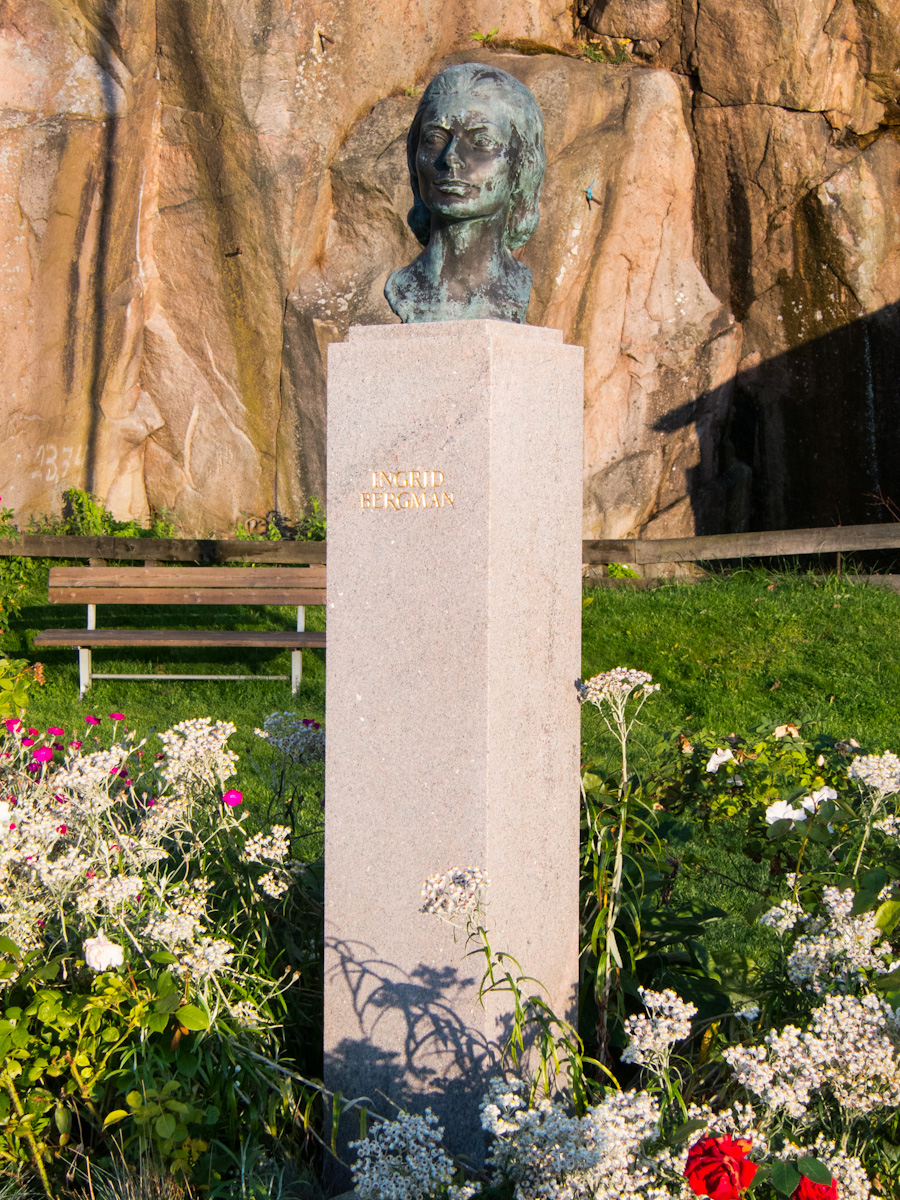
Minnesstaty av Ingrid Bergman i Fjällbacka.

Fjällbacka är en tätort i Tanums kommun, i Bohuslän, Västra Götalands län. 
Mitt i Fjällbacka ligger det 74 meter höga Vetteberget. Genom berget går Kungsklyftan, tidigare kallad Ramneklovan (Korpklyftan). Klyftan fick sitt namn efter att Oscar II år 1886 besökte Fjällbacka. Det gamla Fjällbacka vänder sig, som många andra bohuslänska kustsamhällen, hukande nedanför bergen mot havet. Det nya Fjällbacka ligger på åkrarna in mot land och uppe på bergen. Utanför kusten ligger Fjällbacka skärgård och allra längst ut i väster ligger Väderöarna. I Fjällbacka ligger Sjöräddningssällskapets Räddningsstation Fjällbacka.

## Historia
Fjällbacka omnämns första gången 1617 som Fieldbacke. Namnet innehåller fjäll i betydelsen högt (brant) berg, det vill säga Vetteberget. Efterledet är en form av backe.
Under de följande seklen växte fiskeläget i samband med sillperioder. År 1742 besökte Pehr Kalm Fjällbacka och nertecknade då berättelsen om Gudmundsskäret, som ligger strax väster om Fjällbacka. Sillsalterier och trankokerier växte upp i området. Ackumulerade förmögenheter från fiske och fiskfrakter under sillperioderna gjorde att rederiverksamheten växte under andra halvan av 1800-talet. På 1840-talet omnämns Fjällbacka som ett av Bohuslän livligaste fiskelägen. På 1860-talet fanns ett 50-tal skutskeppare, ca 20 medelstora fraktfartyg, 165 lotsar och sjömän samt drygt 100 fiskare i samhället.
Den 12 maj 1928 vid 18-tiden uppstod en stor brand i Fjällbacka, och 22 boningshus ödelades och värden för 300 000 kronor gick till spillo samt 78 personer blev hemlösa. Genom dynamitsprängningar som röjde en brandgata lyckades man begränsa elden. Brandmän från Grebbestad, Strömstad och Uddevalla deltog i släckningsarbetet. Området från och med nuvarande Brandparken och fram till gamla telegrafstationen mer eller mindre utplånades. Brandkåren hade stora problem att komma till eldplatsen från söder. Som ett resultat av detta beslutades att bygga en ringväg runt Vetteberget. Vägen heter idag Föreningsgatan.
Fjällbacka var och är belägen i Kville socken och ingick efter kommunreformen 1862 i Kville landskommun. I denna inrättades för orten 28 juli 1888 Fjällbacka municipalsamhälle som sedan upplöstes 31 december 1964.
I Fjällbacka fanns förr ett gästgiveri.

### Befolkningsutveckling
| Befolkningsutvecklingen i Fjällbacka 1900–2020 | Befolkningsutvecklingen i Fjällbacka 1900–2020 | Befolkningsutvecklingen i Fjällbacka 1900–2020 | Befolkningsutvecklingen i Fjällbacka 1900–2020 | Befolkningsutvecklingen i Fjällbacka 1900–2020 |
| ---------------------------------------------- | ---------------------------------------------- | ---------------------------------------------- | ---------------------------------------------- | ---------------------------------------------- |
|                                                |                                                |                                                |                                                |                                                |
| År                                             |                                                |                                                | Folkmängd                                      | Areal (ha)                                     |
| 1900                                           | 1900                                           |                                                | 714                                            | †                                              |
| 1960                                           | 1960                                           |                                                | 568                                            |                                                |
| 1965                                           | 1965                                           |                                                | 556                                            |                                                |
| 1970                                           | 1970                                           |                                                | 606                                            |                                                |
| 1975                                           | 1975                                           |                                                | 643                                            |                                                |
| 1980                                           | 1980                                           |                                                | 691                                            |                                                |
| 1990                                           | 1990                                           |                                                | 911                                            | 96                                             |
| 1995                                           | 1995                                           |                                                | 927                                            | 98                                             |
| 2000                                           | 2000                                           |                                                | 806                                            | 98                                             |
| 2005                                           | 2005                                           |                                                | 812                                            | 99                                             |
| 2010                                           | 2010                                           |                                                | 859                                            | 105                                            |
| 2015                                           | 2015                                           |                                                | 850                                            | 167                                            |
| 2020                                           | 2020                                           |                                                | 819                                            | 180                                            |
| † Befolkning runt ett municipalsamhälle 1900.  |                                                |                                                |                                                |                                                |

## Näringsliv
På 1840-talet grundade sjökaptenen och salteriägaren Gustav Andersson ett nytt sätt att lägga in skarpsillen under namnet ”Fjellbacka-ansjovis”. Ansjovisreceptet vann stora framgångar runt om i världen 1860–1880 på diverse utställningar och placerade Fjällbacka på den kulinariska kartan. Ända in på 1960-talet fanns tillverkning av sillkonserver i Fjällbacka. Detta skedde från 1922 på Dorthés konservfabrik och senare även på Richters fabrik med varumärket Överste Sill. Fabriken eldhärjades ca 1965 men återuppbyggdes. Fjällbacka är en av de äldsta orterna för sommarturism på Västkusten. Turismen är i dag tillsammans med plastindustri (Tetra Pak, fd Järund Inventing) och lokalt hantverk de största näringarna.

### Handel
Fjällbacka har en Coopbutik. Tidigare fanns även Icabutiken Eva's, men den stängde 2004. Ica-butiken revs hösten 2023 för att göra plats åt bostäder.
Coopbutiken har sitt ursprung i en lokal konsumentförening. Fjällbacka konsumtionsförening startade den 1 maj 1920. Verksamheten har eventuellt längre anor. År 1935 flyttade den till ett eget hus. År 1960 uppgick den lokala föreningen i Kungshamns konsumtionsförening. Denna förening uppgick i sin tur i Konsum Bohuslän under 1962. År 1978 flyttade butiken åter till en större lokal som därefter byggts ut ytterligare.

## Fjällbacka i kulturen
Skådespelerskan Ingrid Bergman besökte ofta Fjällbacka och bodde från 1958 i många somrar på Dannholmen i yttersta skärgården väster om Fjällbacka. Efter hennes död 1982 spreds hennes aska i havet kring ön. En staty har rests på torget. För att hedra hennes minne döptes torget om till Ingrid Bergmans torg. 
I början av 70-talet spelades TV-serien Ett köpmanshus i skärgården in i Fjällbacka.
Några scener ur filmen Ronja Rövardotter är inspelade i Kungsklyftan/Ramneklovan. I filmen kallas den för Vargklämman. 
Camilla Läckbergs deckare utspelar sig i Fjällbacka, där författaren är uppväxt. På Stensholmen i Fjällbacka skärgård ligger den tyske författaren Johann Wilhelm Kinau (alias Gorch Fock) begravd på en krigskyrkogård som är från perioden första världskriget.

### Skönlitterära skildringar
- Angered-Strandberg, Hilma (1886). I dur och moll: smärre dikter. Göteborg. Libris 1506654
- Rogberg, Martin (1932). Dam med citroner. Stockholm: Gebers. Libris 8219159
- Angered-Strandberg, Hilma (1887). Västerut: skisser och noveller. Göteborg: Wettergren & Kerber. Libris 1626599